# Пасемко Іван Петрович
Іва́н Петрович Пасемко (нар. 5 липня 1935, с. Доброгостів, тепер Дрогобицький район Львівська область — пом. 25 липня 2019) — український педагог, літературознавець, публіцист, фахівець з питань україно-чеських культурних взаємин, член Міжнародної науково-координаційної ради з проблем українознавства.

## Життєпис
Іван Пасемко народився у с. Доброгостів, Дрогобицького повіту, у незаможній бойківській родині.
Здобувши середню освіту у Стебницькій школі, Іван Петрович успішно склав вступні іспити і у вересні 1952 року став студентом філологічного факультету Львівського державного університету ім. І. Франка, де у червні 1957 року успішно закінчив відділення слов'янської філології за спеціальністю «Чеська мова та література» (йому було присвоєно кваліфікацію філолог-славіст та звання вчителя української мови в середній школі) та був направлений за розподіленням до рідного села професора Миколи Зимомрі Голятина на Верховині, Іванові Пасемку довелося викладати у Міжгірській школі робітничої молоді на Закарпатті завдяки протекції завідувача районного відділу народної освіти Ернеста Шутяка, до речі, учня Августина Волошина.
Згодом Іван Петрович працював у нестеровській районній газеті «Нове життя». У травні 1959 року переїхав до рідної Львівщини, де спочатку вчителював, пізніше працював завучем Хлопчицької восьмирічки Рудківського району (нині село належить до Самбірського району), а від 1961 року — директором Вишнянської восьмирічки того ж району (нині село належить до Городоцького району).
У листопаді 1963 року у житті Івана Пасемка відбулася знакова подія, він переїжджає на постійне місце проживання до Києва. На новому місці він спочатку вчителював у київській СЗОШ № 160, викладаючи учням українську літературу, пізніше працював на посаді директора київської СЗОШ № 148.
У 1966 році Українське товариство дружби і культурного зв'язку з зарубіжними країнами, Українське відділення Товариства радянсько-польської дружби та редакція київської міської газети «Вечірній Київ» оголосили конкурс «Біля карти братньої Польщі», переможцем котрого став Іван Пасемко і в нагороду отримав безкоштовну путівку до цієї країни. Тут він уперше збагнув, як можна любити лише свою Батьківщину, а не якийсь абстракт, що його нав'язували все життя росіяни іншим поневоленим народам СРСР.
1967 року Іван Петрович став референтом Українського товариства дружби та культурного зв'язку із зарубіжними країнами, працював заступником завідувача відділу соціалістичних країн, а потім, за наполегливою пропозицією І. Солдатенка, — інструктором міського комітету партії з питань зв'язків із містами-побратимами Києва. У 1973 році Івана Петровича призначили директором київської СЗОШ № 158, потім вчителював у биківнянській СЗОШ № 23.
За публікації у пряшівській міській газеті «Нове життя» (Словаччина) матеріалів до 380-річчя львівської братської школи, репортажу «У святині українського генія» (з Музею Т. Шевченка) та бувальщини «Зрадник» і відповідно до покарання «найріднішим розумом і сумлінням тогочасної епохи» Іван Петрович змушений був 16 років опановувати професію інженера-філолога на київських заводах «Українські самоцвіти», «Харчомаш» та на заводі столових приборів ім. Дзержинського.
І лише «перебудова» повернула його в 1990 році до нормальних умов праці у Київському обласному відділенні Українського фонду миру.
У грудні 1995 році, на запрошення відомої американської протестантської церкви United Methodist Church, група білоцерківців на чолі з Анатолієм Кордонцем та Іваном Пасемком відвідали першу столицю США Йорк та Гаррісберг, а також були присутніми на виступі сенатора Едварда Кеннеді.
Досягнувши пенсійного віку Іван Петрович полишив на деякий час педагогічну діяльність та почав наукову. Так, з 1996 по 2002 роки він обіймав посаду наукового співробітника Інституту українознавства Київського національного університету імені Тараса Шевченка. Тоді перший українознавець в Україні П. Кононенко позитивно поставився до його творчості в ділянці біблійної української науки. З 2002 по 2007 роки І. Пасемко викладав у Київському славіністичному університеті, де спочатку на посаді старшого викладача, а пізніше й доцента готував майбутніх богемістів (чехознавців) та полоністів (полякознавців).
Восени 2007 року він знову повертається до НДІ українознавства МОН України. Спочатку, з 1 жовтня 2007 року працював за сумісництвом у відділі української етнології, а вже з 3 березня 2008 року обіймав посаду завідувача відділу координації вітчизняних та зарубіжних центрів українознавства, а з 1 лютого 2010 року — Іван Петрович науковий співробітник цього ж відділу.
Свою фахову педагогічну і наукову діяльність він успішно поєднує з журналістикою і перекладацькою роботою. Так, І. Пасемко — вже довгий час працює позаштатним кореспондентом трускавецької газети «Франкова Криниця», є керівником корпункту в Києві журналу «Рідна школа» (Нью-Йорк), центрального органу Управи Шкільної Ради при Українському конґресовому комітеті Америки, а також активно перекладає з чеської, польської, словацької та німецької мов, якими добре володіє. Нині працює завідувачем відділу координації Науково-дослідного інституту українознавства МОН України.

## Родина
Разом з тим, ця вельми напружена освітянська, наукова, публіцистична, перекладацька і громадська (працював в Українському фонді миру тощо) діяльність, не завадила Івану Петровичу закохатися в чарівну панянку Нелі, створити сім'ю і в мирі та злагоді виростити трьох діточок, двох донечок — Наталію та Юлію, і сина — Віталія, поєднавши, таким чином, і у словах і у вчинках любов до України, її народу, історії і культури, з практичним піклуванням про її достойне майбуття, яке втілюється, насамперед, у наших дітях, які є продовжувачами наших справ.

## Нагороди
Лауреат премії Фонду Воляників-Швабінських Фундації Українського Вільного Університету в Нью-Йорку.

## Публікації

### Книги
- Пасемко І. Українство: світові обшири. Есеї, статті, розвідки. — Тернопіль: Джура, 2010. — 440 с. — ISBN 978-966-185-017-9.
- Пасемко І. Моя Франкіана (Текст) / І. П. Пасемко; (передм. О. Ковалевського; худ. оф. В. Носаня). — Харків: Майдан, 2007. — 136 с.

### Статті
Статті Івана Пасемка друкувалися не лише на шпальтах українських газет та журналів, таких як «Вечірній Київ», «Літературна Україна», «Освіта», «Час-Time» та багатьох ін., але й у друкованих виданнях української діаспори США, зокрема, у журналі «Рідна Школа» (Нью-Йорк). Нижче наведено перелік лише деяких з них:
- 1994 — «Як приховали нагороду Григорія Кочура», «Чи збагнули ми ідею єднання», «Кучмі б лише директив», «Маніпуляції з „татом“ та іншими лексемами в українському правописі», «Талант доктора Погребенника», «Мова державна — мова офіційна».

- 1995 — «В координаційно-консультативній раді українознавства», «Миротворці України на берегах Фінської затоки»;

- 1996 — «Українська ланка Всесвітньої ліги за свободу і демократію», «Українські миротворці в Америці»;

- 1997 — «Міжнародні обшири реабілітованого українознавства», «Чи мають право наші парламентарії кодифікувати росіян автохтонами України?», «П'ятиріччя Інституту Українознавства», «Лондон: Зустрічі і перспективи», «Українознавці на Луганщині», «Українці, в яких відібрали вітчизну», «У Трускавці вирувало життя ще у IV сторіччі», «Титан праці, що єднав земне і небесне», «Дещо про правопис прізвищ», «Наш дипломатичний бомонд», «Ivan Ohienko's (Metropolitan Ilarion) memory was honored», «It is High Time to Put an End to the Robbery of the Ukrainian Culture»;

- 1998 — «Сучасний український правопис: стан, реформи, перспективи», «На берегах традиційно туманного Альбіону», «Niech postawi krzyżyk swój — післяпрезентаційні роздуми», «Українознавство в Кракові», «Проголосуймо за поета-трибуна, дипломата, борця!», «Українознавець з Пряшева проф. Юрій Бача знову в Києві»;

- 1999 — «Ювілей Патріарха української науки у США Юрія Шевельова (Шереха)», «Печерне мовоблуддя» (Відкритий лист редакторові «Крымской правды» Бахарєву);

- 2001 — «Muza Pawłyczki w nowej postaci», «… Та долю іншу він обрав — душі неспокій!», «Про Титана праці, що єднав земне й небесне (Іван Огієнко)», «З Трускавця у світ хмародерів»;

- 2002 — «Освітній осередок українства у Грузії: роздуми, узагальнення, прогнози, перспективи», «Одіссея української національної пам'яті в Польщі»;

- 2003 — «У престольному місті Києві на українознавство працює книгозбірня Онуферків», «Іван Ющук — письменник, перекладач, учений» (До 70-річчя від дня народження), «Популяризатор української науки: штрихи до портрета українського вченого В. Шендеровського», «Про престижність української мови»;

- 2004 — «Повернення сина на рідну землю: До 75-річчя від дня народження доктора Євгена Федоренка»;

- 2005 — «Академік Євген Федоренко знову в Україні», «Костянтин Петрович Маковійський — поетичний самородок»;

- 2006 — «Духовні вершини Євгена Дударя», «Незабутні розмови (Про розмови з Зіновією Франко)», «Академіку Миколі Мушинці — 70», «Петро Кононенко — перший лауреат премії імені Гердера в Україні», «І тут не судилося (Іван Франко і Нобелівська нагорода 1916 року)», «Відчути Японію і закохатись. Доктор Іван Дзюб — кавалер японського Ордена Вранішнього сонця, золотих променів із Розетою», «Українська народна пісня: європейські перехрестя»;

- 2007 — «Амбасадор дружньої Чехії завжди був і залишається другом України», «Україна є чистий народ. Історія і сучасність України і Чехії за „круглим столом“», «Франкова Дрогобиччина у найвищих вимірах», «4-й Форум С. К. У. — 2006 року», «„Віденська відсіч“ і Юрій-Франц Кульчицький. Гортаючи сторінки окремих творів європейських літератур», «Я син народа, що вгору йде», «Українська освіта у світовому часопросторі», «Україністи Європи удосконалюють знання української», «Посол Чехії в Україні пан Карел Штиндл — професор, доктор гоноріс кауза Київського славістичного університету»;

- 2008 — «Франкові Нагуєвичі гостинно приймають учасників Всеукраїнського літературно-мистецького свята „Я син народа, що вгору йде“», «Конґрес: „Українська освіта у світовому часопросторі“», «Музей Визвольної Боротьби України в Празі», «Всеукраїнські наукові читання, присвячені пам'яті Анатолія Погрібного», «Осердя наукового доробку Миколи Зимомрі», «Храм знань, любови і добра: Слов'янська бібліотека в Празі — скарбниця україніки на Європейському континенті», «Форпост: До 660-річчя Карлового університету в Празі», «Всеукраїнські наукові читання, присвячені пам'яті Анатолія Погрібного», «В гостях у велета української літератури Олеся Гончара», «Восьмий міжнародний семінар „Україна у світовому культурному просторі“»; «Підсумки міжнародного конкурсу з українознавства (успішно складений іспит майбутньою українською елітою)» (співавторство з Л. Касян);

- 2009 — «До вершин україніани», «Здобутки академіка Миколи Неврлого», «„Собор“ душі: 3 квітня Олесю Гончару виповнилося б 92 роки»;

- 2010 — «Франкіана: Словацькі вчені видали ґрунтовне дослідження про життя і творчість нашого класика», «Присягли на вірність України», «Романтичні пориви закарпатських українців та галичан 1938—1939», «Презентація словацької монографії», «Школа — храм для почуттів дитини — Педагоги і гімназисти Ріпкинської гімназії на сторожі заповітів Софії Русової», «Проблеми україністики у книжці Михайла Мольнара „Від Влтави до Дніпра“», «Словацька монографія про Івана Франка», «Музичні вечори в „Софії Київській“», «Тріумф тріо бандуристок у Національному заповіднику „Софія Київська“», «Словацький україніст Михайло Мольнар», «Нагуєвицькі читання — 2010 року: Цивілізаційні ідеї Івана Франка і сучасні виклики перед Україною й українством», «Осмислюємо спадок провидця», «Звітують бандуристки у Національному заповіднику „Софія Київська“», «У чернігівській кузні педагогічних кадрів»;

- 2014 — «Його нива — рідна мова: Іванові Ющуку — 80».

### Переклади
- 2010 — «Микола Неврлий. Празька українська поетична школа» (переклад з чеської Івана Пасемка).

### Рецензії
- 1997 — «Припинити грабіж української культури» (рецензія на книгу Лариси Крушельницької «Львівська наукова бібліотека ім. В. Стефаника НАН України: документи, факти, коментарі»);

- 2007 — «Часопростори української освіти» (рецензія на книгу «Українська освіта у світовому часопросторі» професора Петра Кононенка та доцента Тараса Кононенка).